# Pyrenaeibufonaria louisaraphaeli
Pyrenaeibufonaria louisaraphaeli är en insektsart som beskrevs av Della Giustina och Blasco-zumeta 1998. Pyrenaeibufonaria louisaraphaeli ingår i släktet Pyrenaeibufonaria och familjen dvärgstritar.
Artens utbredningsområde är Spanien. Inga underarter finns listade i Catalogue of Life.